# Hézagolás
Hézagolás alatt háromféle műveletet értünk: 
- Valamilyen kőfal fekvő, álló és esetleg sugaras hézagainak megrajzolása, megszerkesztése. Ezt kváderezésnek is nevezzük.

- Egyébként pedig kívülről be nem vakolt (tehát nyers) téglafal hézagainak kitöltését, kikenését. Ez  azért szükséges, mert a hézagok megmunkálása nélkül a víz könnyebben behatol a falba, és így szabad szemmel is kivehető hézagokká tágulnának a repedések. A hézagolás történhetik vagy azonnal a téglarétegek felfalazása után, tehát a falazás alkalmával, vagy pedig a homlokzat elkészülte után a leállványozás alkalmával. Az első olcsóbb, mert nem kell hozzá külön állvány. Tartósabb is, mert a hézagolásnál használt malter jól köt a még meg nem száradt hézagok közötti malterrel, de nem ad oly tiszta, pontos munkát mint az utóbbi.

Az utóbbi hézagolás menete a következő: a hézagokat mintegy 2 cm mélyen fa- vagy vaseszközzel ki kell kaparni, lemosni és tisztítani, majd cementtel gondosan kikenni. A kikent hézagok mindig úgynevezett teljes hézagok. A hézagoláshoz használt malter vagy cement néha umbra esetleg vörös szint ad. Végül a hézagokat vasszerszámmal addig kell dörzsölni, amíg azok fényes feketékké válnak.
- Gépszerelésnél két alkatrész közötti hézag megmérését, illetve a dokumentációban előírt hézag beállítását nevezik hézagolásnak.

## Lásd még
- kváderezés
- Hézag